# いきいきサロンきのくに
いきいきサロンきのくには、西日本旅客鉄道（JR西日本）が1989年（平成元年）から2007年（平成19年）まで保有していた鉄道車両（客車）で、ジョイフルトレインと呼ばれる車両の一種である。
前身となる、日本国有鉄道（国鉄）天王寺鉄道管理局およびJR西日本和歌山支社が1981年（昭和56年）から1989年まで保有していたお座敷客車についても記述する。

## 天王寺鉄道管理局お座敷客車

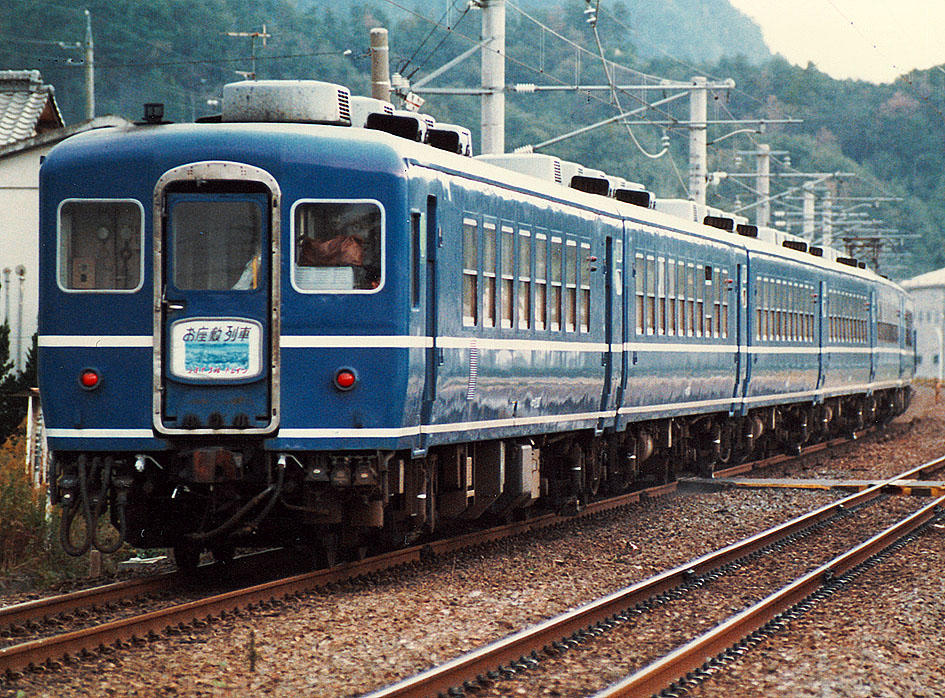
お座敷客車（リニューアル前）

国鉄では室内を畳敷きとした和式客車として60系客車（スロ62・スロフ62形）を改造したスロ81系を保有し、全国各地の主要鉄道管理局に配置していたが、これらの車両が老朽化する一方で波動輸送用として保有していた12系客車が余剰化してきたことから、1980年（昭和55年）度以降、12系を和式客車に改造し、スロ81系の置き換えが進められた。
天王寺鉄道管理局向けの12系改造和式客車は門司鉄道管理局、東京北鉄道管理局、新潟鉄道管理局に次いで4番目に登場したもので、高砂工場で改造され、1981年4月に落成した。各車ごとに天王寺鉄道管理局が管轄する地域の令制国名にちなんだ愛称名がつけられたが、編成自体には愛称名はつけられなかったが、テールサインに「お座敷客車・ジョイフルトレイン」と標記されていた。

### 編成
編成は以下の6両で構成されていた。「」内は車両の愛称。（ ）内は旧番号。
- 1号車：スロフ12 807「伊勢」（スハフ12 1）定員40人
- 2号車：オロ12 813「伊賀」（オハ12 1）定員44人
- 3号車：オロ12 814「大和」（オハ12 2）定員44人
- 4号車：オロ12 815「河内」（オハ12 3）定員44人
- 5号車：オロ12 816「和泉」（オハ12 4）定員44人
- 6号車：スロフ12 808「紀伊」（スハフ12 2）定員40人

全車両ともグリーン車扱い。

### 構造
外観上では中間のオロ12形の便所と反対側の出入口がふさがれているほか、各車ともデッキ寄りの窓が1枚埋められている。編成両端のスロフ12形の貫通扉にはテールマークが取り付けられている。塗装は改造前のまま変更されなかった。
全車とも車内は跳ね上げ式の畳敷きとなっている。車端部に床の間を備えるが、欄間はない。
台車・電源機器は改造前のままである。

### 運用
改造当初は竜華客貨車区に配置された。1981年4月にスロフ12 807・808、オロ12 813・814の4両が落成し、続いて同年5月にオロ12 815が、6月にオロ12 816が落成した。
その後、1986年（昭和61年）に竜華客貨車区が廃止となり、和歌山電車区新在家派出所（のちの新和歌山車両センター、現在の吹田総合車両所日根野支所新在家派出所）に転属した。編成自体の愛称名は付けられないままであったが、鉄道ファンからは「ワカ座」の通称で呼ばれるようになった。
1989年に、後述の「いきいきサロンきのくに」へ再改造された。

## いきいきサロンきのくに
「いきいきサロンきのくに」は1989年に上記の和式客車を鷹取工場で再改造したものである。今回の改造では車体にも窓を中心に大きく手を加え、塗装も大幅に変更したほか、中間にフリースペースとなるイベントカーを1両連結し、内装も大きく改装している。編成定員も256名から152名と大幅に減少した。

### 編成
編成は以下の6両で構成されていた。車両番号は改造前のままであるが、各車に付けられていた愛称は廃止されている。
- 1号車：スロフ12 808 - 定員28人
- 2号車：オロ12 816 - 定員32人
- 3号車：オロ12 815 - 定員32人
- 4号車：オロ12 814 - イベントカー、定員外
- 5号車：オロ12 813 - 定員32人
- 6号車：スロフ12 807 - 定員28人

### 構造

#### お座敷車両
4号車以外の各車が該当する。
車体については、客室部の側面窓がすべて固定式の1枚窓に改められているほか、編成両端のスロフ12形については貫通扉が埋められ、従来のテールマークに代わり前面中央下部に電照式のテールサインを設置していた。また尾灯は角型の新しいものに取り替えられている。車体塗装は明るい白を地色とし、「和歌山県の空」と「黒潮」を表す青色、「和歌山木の国」と「豊かな森林」を表す黄緑色、「県民のハート」「心意気」「ふれ愛」を表すピンク色の帯を入れている。帯の塗り分けは各車により若干異なる。スロフ12形の前面窓周りは黒色となっている。
車内は畳敷きで、中央部に深さ230 mmの掘りごたつを設置し、掘りごたつの上に固定式の座卓を置き、座卓を挟んで向かい合わせにリクライニング式の座椅子を設けている。通路の畳は跳ね上げ式であるが、ガスダンパ機構を組み込み、跳ね上げを容易にしている。天井は格子天井とし、側面窓には障子をはめ込んでいる。各車とも室内両端に29インチのモニターテレビを設置していた。
便所は和式のままであるが、浄化排水式汚物処理装置を設置している。洗面所は進行方向と平行向きに移設している。1号車では便所・洗面所が撤去された。

#### イベントカー
4号車が該当する。
車体については、他車同様、客室部の側面窓がすべて固定式の1枚窓に改められているが、窓の横幅は他車よりも広い1630 mmとし、眺望性を大幅に向上させている。塗装は他車と同一であるが、帯の塗り分け方が異なる。
車内は床を180 mmかさ上げした絨毯敷きのフリースペースで、カラオケステージとテーブル、ソファを設置している。車端部には化粧室・更衣室と、カラオケ・AV機器の制御機器を設置している。イベントカーから撮影した映像を他車のビデオモニターに向けて放送することが可能となっている。
便所・洗面所は撤去された。

### 運用
改造後は従前と同じく和歌山電車区新在家派出所に配置され、1989年9月16日から営業運行を開始した。当初は暫定措置として1・2・4・6号車の4両編成で運行され、同年10月2日からは3・5号車を加えて本来の6両編成で運行開始された。
1997年（平成9年）に和歌山列車区新在家派出所が電車基地化されたことにより宮原運転所（後の宮原総合運転所、現・網干総合車両所宮原支所）に転属した。
2007年6月に運用を離脱し、同年11月5日付で廃車となった。